# Абад Сантос, Педро
Пе́дро Аба́д Са́нтос-и-Ба́ско (исп. Pedro Abad Santos y Basco, 31 января 1876 года, Сан-Фернандо, Филиппины — 15 января 1945 года, Миналин, Филиппины) — филиппинский политический деятель и революционер.

## Биография
Был старшим из 10 детей в зажиточной семье; один из его братьев, Хосе Абад Сантос, впоследствии возглавит Верховный суд. Окончил университет святого Фомы, по профессии адвокат.
Участник освободительной революции 1896 года и войны против США 1899—1902 годов. Служил мировым судьёй в родном городе. К левому движению пришёл под влиянием идей Льва Толстого и Генри Джорджа, которые и подвигли его выступать в защиту угнетённого крестьянства; позже стал приверженцем марксизма. С 1907 года до конца 1920-х годах — активный деятель Партии националистов.
В 1932 году организовал и возглавил легальную Социалистическую партию, которая в 1938 году объединилась с вышедшей из подполья компартией в одну легальную компартию Филиппин на съезде, проходившем в оперном театре Манилы. Тогда же был избран её вице-председателем.
В 1941 году баллотировался в президенты Филиппин.
В 1942—1944 годах вместе со своим товарищем по партии Крисанто Эванхелистой был заключён в тюрьму японскими оккупантами. Был выпущен незадолго до смерти по причине плохого здоровья; президент Хосе Лаурель отказался повторно его задерживать.